# Amlan
Amlan is een gemeente in de Filipijnse provincie Negros Oriental. Bij de laatste census in 2007 had de gemeente ruim 22 duizend inwoners.

## Geografie

### Bestuurlijke indeling
Amlan is onderverdeeld in de volgende 8 barangays:
- Bio-os
- Jantianon
- Jugno
- Mag-abo
- Poblacion
- Silab
- Tambojangin
- Tandayag

## Demografie
Amlan had bij de census van 2007 een inwoneraantal van 22.173 mensen. Dit zijn 2.946 mensen (15,3%) meer dan bij de vorige census van 2000. De gemiddelde jaarlijkse groei komt daarmee uit op 1,99%, hetgeen lager is dan het landelijk jaarlijks gemiddelde over deze periode (2,04%).